# Isohypsibius tubereticulatus
Isohypsibius tubereticulatus är en djurart som tillhör fylumet trögkrypare, och som beskrevs av Giovanni Pilato och Rosario Catanzaro 1990. Isohypsibius tubereticulatus ingår i släktet Isohypsibius och familjen Hypsibiidae. Inga underarter finns listade i Catalogue of Life.